# Octobre 1849

## Événements
- 1er octobre, France : dans L'Événement, Adèle Hugo publie un article sur la dernière année de la vie de Mme Dorval.

- 6 octobre, Autriche-Hongrie : Batthyány et 13 autres chefs révolutionnaires sont exécutés. 120 militaires et civils sont exécutés à la suite de leur condamnation par des tribunaux de guerre, d’autres simplement massacrés et des milliers de personnes condamnées à des peines de prison ou aux travaux forcés. L’Autriche inaugure en Hongrie plus de 10 ans de gouvernement centralisé.

- 12 octobre : afin d'apporter un soutien à la Sublime Porte, la flotte française est envoyée dans les Dardanelles pour se joindre à la flotte britannique.

- 15 octobre :
  - France : devant les bureaux de la Législative, Victor Hugo intervient sur l'expédition de Rome.
  - Essai d'union restreinte en Allemagne.

- 16 octobre : dénouement de la crise en Orient. Le tsar consent à l'internement des réfugiés polonais et hongrois dans les prisons turques, où ils resteront pendant deux ans.

- 17 octobre, France : mort de Frédéric Chopin.

- 18 - 20 octobre, France : Alexis de Tocqueville doit faire le point à l'Assemblée sur la question romaine après le Motu proprio et l'amnistie décrétés par Pie IX, le 12 septembre précédent. Deux jours plus tard, Louis-Napoléon Bonaparte effectue une volte-face spectaculaire, approuvant la politique pontificale.

- 19 octobre, France : à la Législative, discours de Victor Hugo « sur l'expédition de Rome ».

- 20 octobre :
  - Victor Hugo, à la Législative : « Réponse à Montalembert. »
  - France : inauguration de la section de ligne de Noyon à Chauny (ligne de Creil à Saint-Quentin) par la Compagnie du chemin de fer du Nord.

- 21 octobre, France : Victor Hugo écrit sa « lettre aux membres du Congrès de la Paix, à Londres » (elle paraitra dans L'Événement du 4 novembre).

- 31 octobre, France : Louis-Napoléon Bonaparte dissout le ministère Odilon Barrot et nomme un nouveau gouvernement composé de ministres qui se sont désormais plus responsables que devant le seul président (Rouher, Fould) et d’où sont exclus les catholiques (ministère de libération). La nouvelle équipe, dirigée par le général d'Hautpoul, comprend plusieurs ministres bonapartistes. Tocqueville n'est plus ministre et ne le sera plus.

## Naissances
- 26 octobre : Ferdinand Georg Frobenius (mort en 1917), mathématicien allemand.

## Décès
- 7 octobre : Edgar Allan Poe, écrivain des États-Unis
- 17 octobre : Frédéric Chopin, compositeur polonais.